# 菲卡柳绿镇
菲卡柳绿镇是葡萄牙贝雅区的一个堂区。总面积105.03平方公里，总人口1446人，人口密度13.8人/平方公里。